# Chaumont Volley-Ball 52 Haute-Marne 2016-2017
Questa voce raccoglie le informazioni riguardanti lo Chaumont Volley-Ball 52 Haute-Marne nelle competizioni ufficiali della stagione 2016-2017.

## Organigramma societario
Area direttiva
- Presidente: Bruno Soirfeck

Area tecnica
- Allenatore: Silvano Prandi
- Allenatore in seconda: Ludovic Kupiec

## Rosa
| N° | Nome               | Ruolo | Data di nascita   | Nazionalità sportiva |
| -- | ------------------ | ----- | ----------------- | -------------------- |
| 1  | Gijs Jorna         | S     | 30 maggio 1989    | Paesi Bassi          |
| 4  | Javier González    | P     | 21 gennaio 1983   | Cuba                 |
| 5  | Jordan Corteggiani | S/O   | 7 maggio 1991     | Francia              |
| 6  | Wassim Ben Tara    | S     | 3 agosto 1996     | Tunisia              |
| 7  | Jonas Aguenier     | C     | 28 luglio 1992    | Francia              |
| 8  | Gary Chauvin       | P     | 29 dicembre 1987  | Francia              |
| 9  | Stéphen Boyer      | S/O   | 10 aprile 1996    | Francia              |
| 10 | Daniel McDonnell   | C     | 15 settembre 1988 | Stati Uniti          |
| 13 | Jean-Philippe Sol  | C     | 1º gennaio 1986   | Francia              |
| 14 | Nathan Wounembaina | S     | 22 novembre 1984  | Camerun              |
| 16 | Kévin Rodriguez    | C     | 13 novembre 1994  | Francia              |
| 17 | Matej Pátak        | S     | 8 giugno 1990     | Slovacchia           |
| 19 | Sebastián Closter  | L     | 13 maggio 1989    | Argentina            |